# Channel-Port aux Basques
Channel-Port aux Basques è un comune del Canada, situato nella provincia di Terranova e Labrador, nella divisione No. 3.